# Grafschaft Heiligenberg

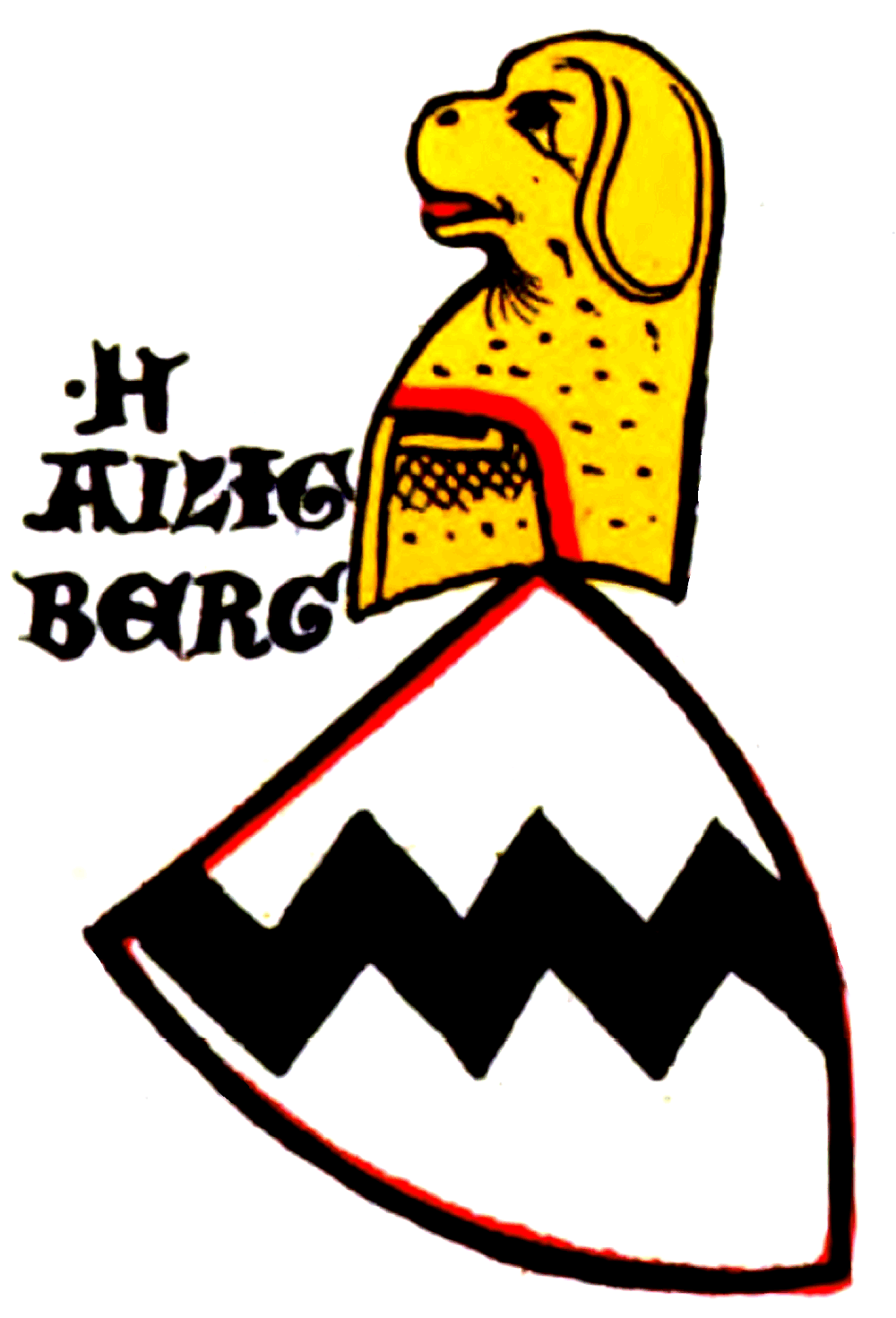
Stammwappen der Grafen von Heiligenberg in der Zürcher Wappenrolle, ca. 1340

Die Grafschaft Heiligenberg war eine Grafschaft am nordwestlichen Ufer des Bodensees. Residenz war das Schloss Heiligenberg.

## Geschichte

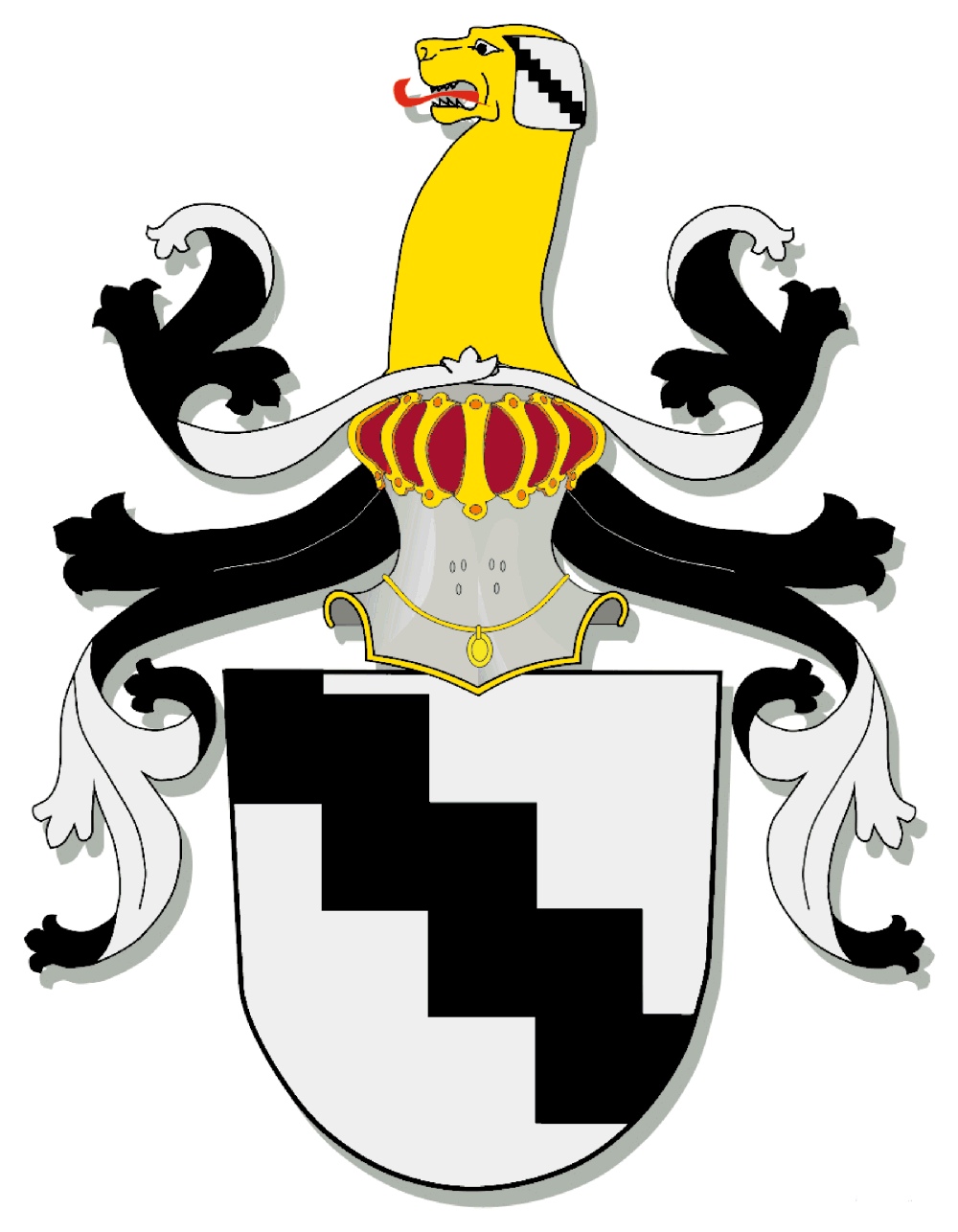
Stammwappen der Grafen von Heiligenberg

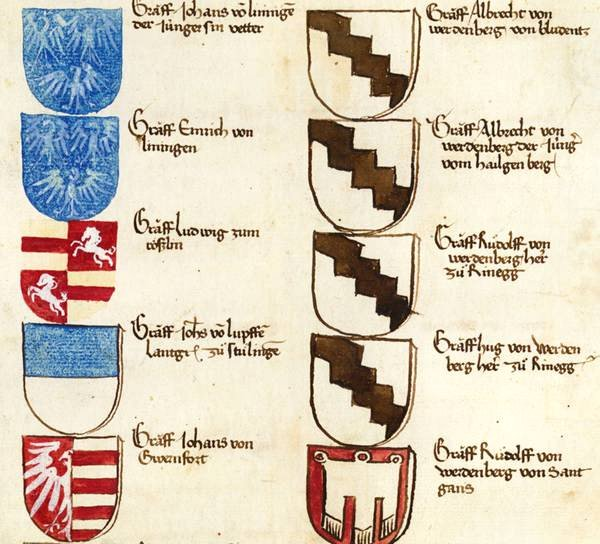
Wappen der Grafen von Werdenberg

Die Grafschaft entstand aus der frühmittelalterlichen Grafschaft Linzgau, die im Jahr 1135 die Grafen von Heiligenberg erhielten. Von diesen ging sie 1277 an die Grafen von Werdenberg und 1535 an die Fürstenberger. Im Lauf des Mittelalters ging der Name des Grafensitzes Heiligenberg auf die ganze Grafschaft über, so dass der Name Linzgau durch den Begriff Grafschaft Heiligenberg verdrängt wurde.
Der Umfang im Mittelalter wird zum Beispiel in einem Lehnsbrief König Wenzels von 1382 für Graf Albrecht von Werdenberg beschrieben: Die Grenze verlief von der Rheinbrücke beim Kloster Petershausen (Stadt Konstanz), zur Linde in Dingelsdorf, über den See nach Ludwigshafen, von dort über Nesselwangen zum Grauen Stein an der Landstraße zwischen Ruhestetten und Aach-Linz. Weiter von einer Mühle bei Pfullendorf über einen Grenzstein bei Ostrach und den Brunnen von Riedhausen in die Schussen bei Berg. Von dort bilden Schussen und Bodensee die Grenze bis zurück nach Petershausen.
Die jeweiligen Grafen von Heiligenberg besaßen nur in einem kleinen Teil ihrer Grafschaft die Grundherrschaft mit dem Niedergericht. Dagegen übten sie bis ins 18. Jahrhundert in ihrer Grafschaft die hohe Gerichtsbarkeit aus, abgesehen von den freien Reichsstädten Überlingen, Pfullendorf, Meersburg und Markdorf. Erst im 17. und 18. Jahrhundert verkauften sie ihre Hochgerichtsrechte über weitere Gebiete an die dort herrschenden Klöster und Städte.
Im Zuge der Mediatisierung Anfang des 19. Jahrhunderts fiel ein Großteil der ehemaligen Grafschaft an das Großherzogtum Baden, vor allem an den späteren Landkreis Überlingen. Heute liegt das Gebiet im Bodenseekreis und im Süden des Landkreises Sigmaringen.

## Wappen
Das Wappen zeigt in Silber einen schrägrechten schwarzen Stufenbalken („Heiligenberger Stiege“), auf dem Helm ein goldener Brackenrumpf mit dem Schildbild auf dem Ohr.

## Namensträger
- Berthold von Heiligenberg († 1298), Bischof von Chur
- Hugo I. von Werdenberg-Heiligenberg († 1280)
- Hugo II. von Werdenberg-Heiligenberg († 1305)
- Albrecht I. von Werdenberg-Heiligenberg († um 1365)
- Albrecht III. von Werdenberg-Heiligenberg-Bludenz († 1420), letzter Graf von Bludenz